# Straßkirchen
Straßkirchen est une commune de Bavière (Allemagne), située dans l'arrondissement de Straubing-Bogen, dans le district de Basse-Bavière.

## Économie
En 2023, les habitants de la commune approuvent par referundum (à 75% des voix) le projet d'implantation d'une usine de batteries électriques de l'entreprise BMW. Cette usine pourrait créer 3.200 emplois.